# Cosmic Trip Machine
Cosmic Trip Machine est un groupe belge de rock. Il est formé en 2008 par Will Z. (chanteur/bassiste/claviériste/sitariste) et Majnun (guitariste/flutiste), rejoints en 2010 par OG, influencé par Pink Floyd (période Syd Barrett), Gong, Led Zeppelin et des groupes présents sur la compilation Nuggets. Le groupe se sépare en 2014, Will Z., OG et Majnun décidant de mener une carrière solo.

## Historique
Will Z. et Majnun font de la musique ensemble depuis le début des années 2000, sous le nom de Cosmic Trip Machine depuis 2008, date à laquelle ils réalisent leur premier album, Lord Space Devil. Cosmic Trip Machine tire son nom d’une combinaison de groupes psychédéliques des années 1960 et 1970.
La création des morceaux de Lord Space Devil commence en 2000, mais les différends régnant dans l’ancien groupe de Will Z. et Majnun retardent durant huit ans l'achèvement et la publication du disque en téléchargement gratuit sur le site web du groupe. Lord Space Devil est réalisé complètement par les deux musiciens qui se partagent tous les instruments, dans le studio réservé pour leur précédent projet musical mort quelques semaines plus tôt. Publié en 2008, Lord Space Devil est un album-concept qui raconte l’histoire d’« un voyageur qui traverse des contrées inexplorées et rencontre des personnages étranges » et alterne des pièces acoustiques, classiques et électriques composées par Majnun avec des morceaux écrits par Will Z. durant une expérience psychédélique.
D’abord chroniqué par le blog Lost-in-Tyme, l’album bénéficie du bouche à oreille, et finit par dépasser les 3000 téléchargements après quelques mois. Depuis la fin 2008, le groupe se produit sur scène dans une version électrique ou acoustique, en duo ou avec des musiciens additionnels.
En 2009, Cosmic Trip Machine enregistre un deuxième album, Vampyros Roussos, « une bande-son imaginaire, un opéra-rock érotico-horrifique des 1970 », d'après leur biographie officielle, un hommage au film Vampyros Lesbos réalisé par le cinéaste espagnol Jesús Franco en 1970 et au mouvement hippie. En 2009 toujours, le groupe annonce un deuxième album. Vampyros Roussos, qui est distribué en septembre la même année sous le format cassette audio sur le label indépendant belge Sloowtapes. Les 70 exemplaires sont écoulés en deux semaines. En novembre, le label indépendant suédois Record Heaven distribue l’album. En 2010, la distribution est reprise par le label indépendant néerlandais Clearspot.
La même année, le groupe signe The Curse of Lord Space Devil, son troisième album, distribué en vinyle et CD chez Nasoni Records. Il s'agit en réalité de la version remontée de Son of Lord Space Devil, album abandonné à la suite de divers problèmes rencontrés par le groupe. Cosmic Trip Machine sauvera certains morceaux, en recomposera d'autres et changera le nom du produit final en The Curse of Lord Space Devil. Une version avec des prises alternatives et des inédits de ces sessions maudites est sortie en édition limitée en janvier 2011 sur un petit label anglais appelé Reverb Worship.
En 2013, Will Z. produit les deux derniers albums du projet Can am des puig, faisant partie de la « famille » Gong, sortis chez Wah-Wah Records et réenregistrés par les trois membres originaux, Juan Arkotxa, Leslie Mackenzie, Carmeta Mansilla, avec l'aide de Daevid Allen. La même année, Cosmic Trip Machine sort son quatrième et dernier album, Golden Horus Name, inspiré de la mythologie égyptienne et sur le groupe Ramases. OG et Majnun poursuivent depuis une carrière solo et Will Z fonde le groupe Black Moon Tape.

## Discographie

### Autres apparitions
- 2012 : The Woman Who Took a Flying Leap Over the Fence (oG, album solo)
- 2013 : 12 Visions (Will Z., album solo)
- 2014 : Dark Tales of Will Z (Will Z., album solo)